# Solomon Kane (literarische Figur)

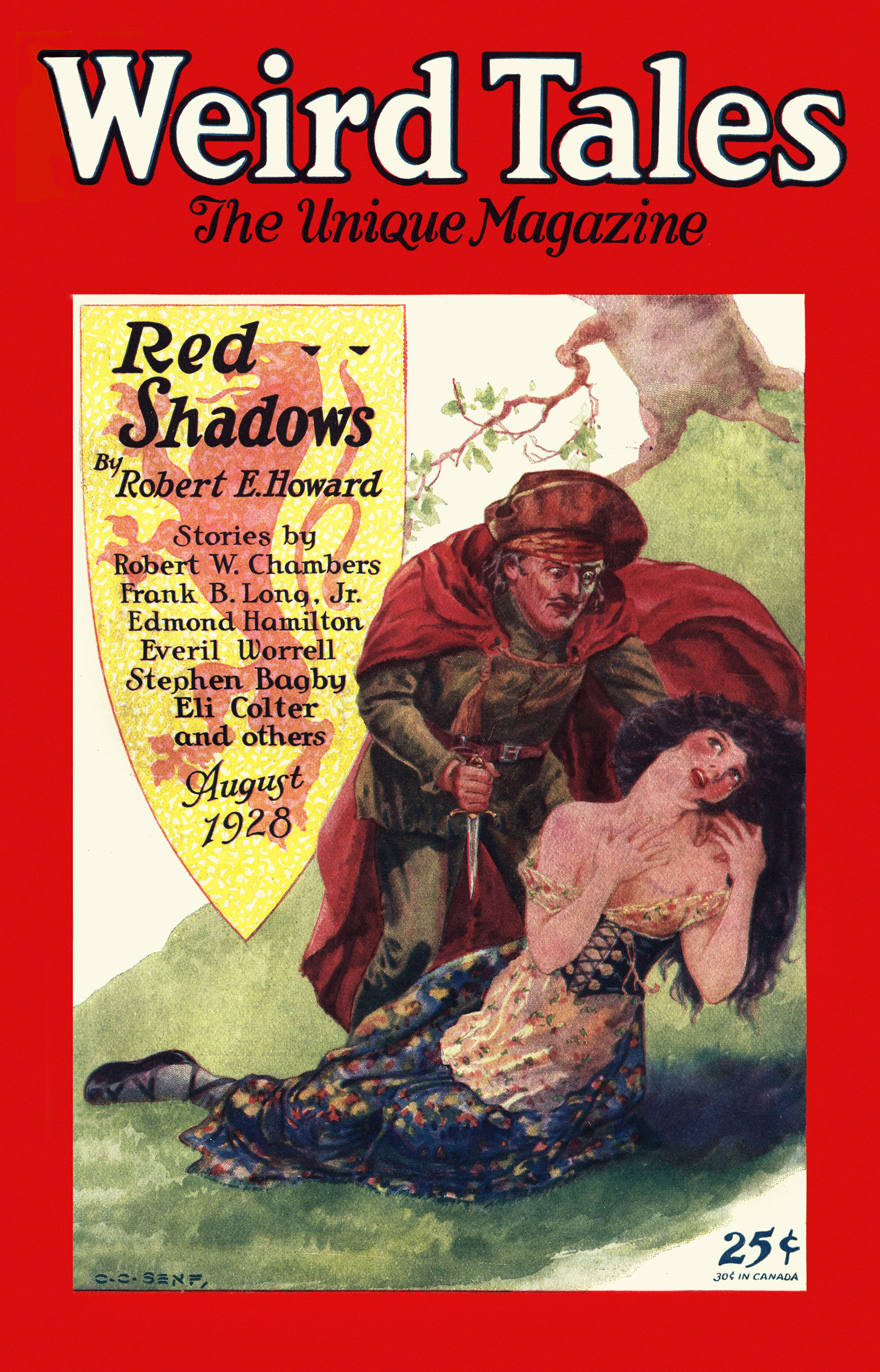
1928 wurde mit Red Shadows die erste Geschichte um Solomon Kane in Weird Tales veröffentlicht. Die Cover-Illustration von C. C. Senf zeigt Le Loup, den Antagonisten der Geschichte, über seinem Opfer.

Solomon Kane ist ein fiktiver Charakter des US-amerikanischen Autors Robert E. Howard (1906 – 1936) und die Hauptfigur mehrerer seiner Kurzgeschichten und Gedichte. Auf seiner rastlosen Wanderung durch die Welt bekämpft der gebürtige Engländer Kane das Böse in menschlicher und übernatürlicher Form. Die Erzählungen um den wortkargen Puritaner sind zur Zeit der Regentschaft von Königin Elisabeth I. angesiedelt. Historische Personen oder Ereignisse spielen jedoch nur in Ausnahmefällen eine Rolle, während fantastische Elemente wie Voodoo, Magie und andere übernatürliche Erscheinungen meist zentrale Motive der Handlung darstellen.

## Erscheinungsbild und Charakter
Über Solomon Kanes Herkunft ist lediglich bekannt, dass es sich um ein kleines Städtchen in der Grafschaft Devon handelt. Er wird als großer und schlanker, aber breitschultriger und kräftiger Mann beschrieben. Seine scharfen Gesichtszüge sowie die kalt dreinblickenden Augen verleihen ihm ein raubtierhaftes Aussehen. Gekleidet ist er komplett in schwarz in der typischen Tracht eines Puritaners seiner Zeit. Auf dem Kopf trägt er einen breitkrempigen Hut ohne Hutfeder, den er oft tief ins Gesicht gezogen hat.
Kane hat den Ruf eines meisterhaften Schwertkämpfers, den er oft unter Beweis stellt. Zu seiner Bewaffnung gehören ein spanischer Rapier, ein Dolch bzw. Dirk, zwei Steinschlosspistolen sowie in einer Geschichte eine Muskete. In der Erzählung Hills of the Dead erhält Kane zudem von einem afrikanischen Schamanen ein als Voodoo- oder Juju-Stab bezeichnetes magisches Objekt zum Geschenk. Dabei handelt es sich um einen mit Schnitzereien überzogenen Stab, der am unteren Ende spitz zuläuft. Das obere Ende ziert ein Katzenkopf, der die altägyptische Göttin Bastet darstellt und erst lange Zeit nach der ursprünglichen Entstehung des Stabs aus diesem herausgeschnitzt wurde. Das Artefakt aus grauer Vorzeit birgt große Macht in sich und erlaubt es Kane, auch gegen übernatürliche Gegner zu bestehen.
Kane versteht sich als selbst als gläubiger Puritaner, auch wenn seine religiösen Anschauungen durch ein starkes Rachedenken geprägt sind. Die treibende Kraft hinter seinen Handlungen wird als ein obsessives Verlangen nach Gerechtigkeit beschrieben. Wo immer Kane auf seinem Weg auf Grausamkeit und Tyrannei trifft, versucht er aus diesem inneren Bedürfnis heraus den Schwachen und Unterdrückten zu Hilfe zu eilen und geschehenes Unrecht zu vergelten. In seiner Rolle als Befreier und Rächer schreckt Kane nicht davor zurück, seine teils selbst zu solchen gemachten Gegner mitunter jahrelang zu verfolgen und sie im Kampf zu töten. Seine Beweggründe oder Vorgehensweisen stellt er jedoch kaum in Frage.
„Wenn die Flamme seines Hasses erst einmal entfacht war, gab es für ihn kein Rasten, bis er in vollem Umfang Vergeltung geübt hatte. Wenn er überhaupt jemals darüber nachdachte, so betrachtete er sich als einen Vollstrecker von Gottes Urteil, ein Gefäß des Zorns, das über den Seelen der Unrechtschaffenen entleert wurde.“
(aus: Red Shadows, Kapitel 4. Übersetzung von Klaus Schmitz)

## Kurzgeschichten
Die erste veröffentlichte Erzählung um Solomon Kane erschien 1928 im Pulp-Magazin Weird Tales, sechs weitere Beiträge sollten bis 1932 folgen. Daneben existieren noch zwei Kurzgeschichten sowie einige Textfragmente aus dem Nachlass Howards, die nicht mehr zu dessen Lebzeiten veröffentlicht wurden.
| Titel                                                     | Deutsche Titel                                                                     | Erstveröffentlichung                                      | Kommentar/Inhalt |
| --------------------------------------------------------- | ---------------------------------------------------------------------------------- | --------------------------------------------------------- | --- |
| Red Shadows                                               | Schatten des Todes, Die roten Schatten, Blutige Schatten                           | Weird Tales, August 1928                                  | Kane tritt in seinem ersten Abenteuer gegen den als Le Loup bekannten Anführer einer Gruppe von Banditen und Plünderern an. Als eines seiner Opfer, eine tödlich verletzte junge Frau, in Kanes Armen stirbt, nimmt dieser die Verfolgung auf und kann Le Loup Jahre später in Afrika stellen. Unterstützung erhält Kane durch den Voodoo-Zauberer N'Longa. 1927 bot Howard diese Geschichte unter dem Titel Solomon Kane erfolglos dem Magazin Argosy an. Im darauffolgenden Jahr konnte er sie schließlich an Weird Tales verkaufen, wo sie wenige Monate darauf als Red Shadows abgedruckt wurde. |
| Skulls in the Stars                                       | Der Moorgeist, Totenschädel zwischen den Sternen, Schädel inmitten der Sterne      | Weird Tales, Januar 1929                                  | Auf dem Weg nach Torkertown wird Kane davor gewarnt, das Dorf über den Sumpf erreichen zu wollen. Seit über einem Jahr habe diesen kein Reisender lebend durchquert. Kane beschließt, den Vorkommnissen auf den Grund zu gehen. |
| Rattle of Bones                                           | Das Skelett des Magiers, Der Knochentanz, Klappernde Knochen                       | Weird Tales, Juni 1929                                    | Kane trifft im Schwarzwald auf einen Reisenden aus Frankreich, der ihm vage bekannt erscheint. Die beiden beabsichtigen, die Nacht in einem unheimlichen Gasthaus zu verbringen. |
| The Moon of Skulls                                        | Königreich des Schreckens, Unter dem Schädelmond, Der Schädelmond                  | Weird Tales, Juni und Juli 1930 (Zweiteilige Fortsetzung) | Auf der Suche nach der entführten Marilyn Taferal gelangt Solomon Kane in das sagenumwobene Land Negari. Die grausame schwarze Königin Nakari regiert dort in den Ruinen einer uralten Zivilisation. |
| Hills of the Dead                                         | Der Ruf des Dschungels, Die Hügel der Toten, Die Berge der Toten                   | Weird Tales, August 1930                                  | Die Handlung beginnt mit einem Wiedersehen Kanes mit dem Schamanen N’Longa. Dieser überreicht ihm einen Juju-Stab, dessen magische Kräfte ihn vor übernatürlichen Mächten schützen sollen. Auf seinem Weg durch die Wildnis wird Kane mit einem Volk von Untoten konfrontiert und N’Longa offenbart ihm seine Fähigkeit, mithilfe des Stabs in den Geist anderer Personen einzudringen. |
| The Footfalls Within                                      | Schritte in der Gruft, Die Schritte im Inneren, Schritte im Grabmal                | Weird Tales, September 1931                               | Der arabische Sklavenhändler Hassim Ben Said nimmt Kane gefangen. Einer seiner Gefolgsleute erkennt in N'Longas Juju-Stab ein mächtiges magisches Artefakt, mit dem einst der biblische König Salomon dämonische Wesen in die Verbannung schickte. |
| Wings in the Night                                        | Schwarze Schwingen, Die Schwingen der Nacht, Schwingen in der Nacht                | Weird Tales, Juli 1932                                    | Bei seiner Reise durch Afrika erreicht Kane eine verwüstete Siedlung, deren Bewohner auf grausame Weise zu Tode gekommen sind. Im benachbarten Dorf erfährt er, dass der in diesem Landstrich ansässige Stamm seit langer Zeit von geflügelten Bestien heimgesucht wird. |
| The Blue Flame of Vengeance (auch: Blades of Brotherhood) | Auf dem Pfad der Rache, Die Schwerter der Bruderschaft, Die blaue Flamme der Rache | Red Shadows, 1968                                         | An der englischen Küste vollendet Kane seinen Rachefeldzug gegen einen als "Fishhawk" bekannten Piratenanführer und steht dem jungen Jack Hollister im Kampf bei. Im Gegensatz zu den anderen Erzählungen kommen keine fantastischen Elemente in der Handlung vor. Diese 1929 geschriebene Geschichte versah Howard anfangs mit dem Titel The Blue Flame of Death, danach mit The Blue Flame of Vengeance. Vermutlich für eine später geplante Veröffentlichung kürzte Howard den Text und änderte den Namen des Protagonisten in "Malachi Grim" sowie den Titel in Blades of Brotherhood. Diese Version wurde 1968 durch Donald M. Grant veröffentlicht, nun jedoch wieder mit Kane in der Hauptrolle. Eine von John Pocsik bearbeitete und um übernatürliche Elemente ergänzte Version von The Blue Flame of Vengeance erschien bereits 1964. |
| The Right Hand of Doom                                    | Die Hand des Rächers, Die rechte Hand des Todes, Die rechte Hand der Verdammnis    | Red Shadows, 1968                                         | Kane wird Zeuge des Racheplans eines zum Tode verurteilten Schwarzmagiers an seinem Verräter. |

### Fragmente
Vier begonnene Kurzgeschichten hat Howard zu Lebzeiten nicht mehr vollendet. Ein Umstand, der wohl Howards zunehmendem Fokus in den 1930er Jahren auf die populären Geschichten um Conan den Cimmerier geschuldet ist. Erst in den 1960er Jahren wurden diese Fragmente durch Glenn Lord (1931–2011) im Rahmen der von ihm zwischen 1961 und 2011 herausgegebenen Serie The Howard Collector veröffentlicht.  Lord betitelte im Zuge dessen zwei bis dahin namenlose Textfragmente in Hawk of Basti und The Children of Asshur. 1976 vervollständigte Ramsey Campbell die drei von Howard unvollendeten Erzählungen Hawk of Basti, The Castle of the Devil und The Children of Asshur, die im englischen Original 1978 und 1979 veröffentlicht wurden.
Death’s Black Riders
In einigen wenigen Zeilen wird die Begegnung mit einem gespenstischen Reiter erzählt.
The Children of Asshur
Die Mitglieder einer assyrischen Kultur, die in ihrem afrikanischen Exil die Jahrhunderte überdauert hat, halten Kane in ihrer Stadt gefangen.
The Castle of the Devil
Kane begegnet auf seiner Reise durch den Schwarzwald dem englischen Söldner John Silent. Kane berichtet diesem, er habe einen Jungen vom Galgen des grausamen Barons von Staler gerettet, und die beiden Landsmänner begeben sich zu dessen Schloss.
Hawk of Basti
Im afrikanischen Urwald trifft Kane auf Jeremy Hawk, einen alten Bekannten aus seiner Zeit bei Richard Greenville. Hawk berichtet, er sei von den dort lebenden Eingeborenen zu ihrem König ernannt worden, kürzlich aber von deren ehemaligem Priester wieder entthront worden. Mithilfe von Kane und dessen Feuerwaffen will er den Thron zurückgewinnen.

## Gedichte
The One Black Strain
Solomon Kane zieht den Zorn von Francis Drake auf sich, als er dessen Prozess gegen Thomas Doughty als unrechtmäßig und allein von persönlichem Hass getrieben bezichtigt. Bei der Hinrichtung von Thomas Doughty handelt es sich um ein historisches Ereignis aus dem Jahr 1578. Zu den historischen Hintergründen siehe auch "Die Affäre Thomas Doughty".
The Return of Sir Richard Greenville
Der Geist von Kanes ehemaligem Gefährten und Freund Sir Richard Greenville warnt diesen vor der drohenden Gefahr mordlüsterner Eingeborener und steht ihm im Kampf ein letztes Mal zur Seite. Die Betitelung erfolgte erst durch Glenn Lord.
Solomon Kane’s Homecoming
Kane kehrt in seine englische Heimat zurück, in der er sich nach Jahren der Wanderung niederlassen möchte. Im örtlichen Wirtshaus drängen sich die neugierigen Dorfbewohner um ihn und er berichtet von seinem Kampf an der Seite Richard Greenvilles und seinen unheimlichen Abenteuern. Als Kane das Rauschen und Heulen des sturmumtosten Meeres hört, steht er jedoch wortlos auf und geht in die Nacht hinaus.
Die Erstveröffentlichung erfolgte in der einzigen Ausgabe von Donald A. Wollheims Magazin Fanciful Tales (of Time and Space) im Herbst des Jahres 1936. Aus Howards Nachlass existiert eine alternative Fassung, die in mehreren Gesamtausgaben veröffentlicht wurde.

### Englischsprachige Gesamtausgaben (Auswahl)
Die gesammelten Werke um Solomon Kane wurden erstmals 1968 in Buchform veröffentlicht. Abgesehen von Death’s Black Riders beinhaltet die Zusammenstellung auch die unvollendeten Geschichten.
- Red Shadows. Donald M. Grant, Publisher, Inc., 1968

1978 und 1979 veröffentlichte Bantam Books im Rahmen einer zweibändigen Gesamtausgabe die drei von Ramsey Campbell fortgeführten Fragmente.
- Solomon Kane: Skulls in the Stars. Bantam Books, 1978
- Solomon Kane: The Hills of the Dead. Bantam Books, 1979

2004 erschien bei Del Rey Books eine Gesamtausgabe mit Illustrationen von Gary Gianni.
- The Savage Tales of Solomon Kane. Del Rey Books, 2004, ISBN 978-0-34546-150-6

### Deutschsprachige Ausgaben
In der Serie Terra Fantasy erschienen zwischen 1975 und 1982 drei Taschenbücher mit übersetzten Geschichten um Solomon Kane.
- Die Abenteuer des Solomon Kane: Degen der Gerechtigkeit (Terra Fantasy, Band 11). Erich Pabel Verlag, 1975
(Mit: Auf dem Pfad der Rache, Das Skelett des Magiers, Der Moorgeist, Schatten des Todes, Der Ruf des Dschungels und Schritte in der Gruft)
- Die Abenteuer des Solomon Kane: Rächer der Verdammten (Terra Fantasy, Band 17). Erich Pabel Verlag, 1976
(U. a. mit: Die Hand des Rächers, Königreich des Schreckens und Schwarze Schwingen)
- Die Krieger von Assur (Terra Fantasy, Band 93). Erich Pabel Verlag, 1982
(U. a. mit den von Ramsey Campbell vervollständigten Fragmenten: Die Burg des Teufels, Die Stadt des Mondgottes (engl.: Hawk of Basti) und Die Krieger von Assur)

Die Geschichten um Solomon Kane erschienen zwischen 2012 und 2014 beim Festa Verlag im Rahmen einer Zusammenstellung unheimlicher Geschichten von Robert E. Howard. 2019 folgte die auf lediglich 500 Exemplare limitierte Auflage von Solomon Kane – Die kompletten Erzählungen.
- Tote erinnern sich. Übersetzt von Heinz Zwack. Festa Verlag, 2012, ISBN 978-3-86552-090-6
(U. a. fünf Geschichten mit Solomon Kane: Die rechte Hand der Verdammnis, Schädel inmitten der Sterne, Schritte im Grabmal, Die Berge der Toten und Klappernde Knochen)
- Der schwarze Hund des Todes. Übersetzt von Michael Weh. Festa-Verlag, 2013, ISBN 978-3-86552-131-6
(U. a. zwei Geschichten mit Solomon Kane: Die Schwingen der Nacht und Die blaue Flamme der Rache)
- Die unter den Gräbern hausen. Übersetzt von Manfred Sanders. Festa-Verlag, 2014, ISBN 978-3-86552-238-2
(U. a. fünf Geschichten mit Solomon Kane: Die Burg des Teufels, Die Kinder Assurs, Der Falke von Basti, Die schwarzen Reiter des Todes und Der Schädelmond)
- Solomon Kane – Die kompletten Erzählungen. Übersetzt von Klaus Schmitz. Festa Verlag, 2019, ohne ISBN

Eine Sammlung der vollständigen Kurzgeschichten wurde 2017 vom Apex Verlag herausgegeben.
- Solomon Kane – Die komplette Saga. Übersetzt von Christian Dörge. Apex-Verlag, 2017, ISBN 978-3-74506-702-6

## Adaptionen

### Comics
Geschichten um Solomon Kane erschienen in den 1970er und 1980er Jahren bei Marvel Comics in diversen Reihen des Verlags (u. a. Marvel Premiere, Savage Sword of Conan und Solomon Kane). Häufig hatte Kane hier nur Gastauftritte in einzelnen Ausgaben. In deutscher Sprache liegen die Marvel-Comics im Rahmen einer Anthologie bei Panini vor.
Für Dark Horse Comics adaptierten die Comic-Autoren Scott Allie und Bruce Jones die Geschichten Death's Black Riders, The Castle of the Devil und Red Shadows. Jede Geschichte wurde als mehrteilige Miniserie sowie jeweils als Sammelband in den Jahren 2008 bis 2011 veröffentlicht. Daneben erschien 2009 mit The Saga of Solomon Kane ein Sammelband der Marvel-Geschichten aus den 1970er Jahren.

### Hörbücher und Hörspiele
Die literarischen Vorlagen wurden mehrfach als Hörbücher und Hörspiele adaptiert. Deutschsprachige Hörbuchversionen aus neuerer Zeit stammen von Benjamin Werner und Alexander Wohnhaas und sind auf diversen Streaming-Plattformen abrufbar.
2023 veröffentlichte Holysoft sechs Hörspiele um Solomon Kane. Weitere Folgen wurden für das Jahr 2026 angekündigt.

### Film
Die bislang einzige Verfilmung des Stoffs erschien im Jahr 2009 mit James Purefoy in der Hauptrolle. Der Film verarbeitet keine bestimmte literarische Vorlage Howards, sondern übernimmt lediglich die namensgebende Figur und fügt diese in eine neue Handlung ein. Das Ende des Films kann als Auftakt für die Kurzgeschichten verstanden werden, da Kane hier schwört, das Böse in der Welt zu bekämpfen.
→ Hauptartikel: Solomon Kane (Film)

## Referenzen
1. 1 2  Robert E. Howard: Solomon Kane - Die kompletten Erzählungen. Übersetzung und Nachwort von Klaus Schmitz. Festa Verlag, 2019, S. 429 ff.
2. ↑  Die angegebenen deutschen Titel entsprechen denen in den Ausgaben des Erich Pabel Verlags (Reihe Terra Fantasy, 1975-1982), des Apex-Verlags (2017) sowie des Festa Verlags (2019) in dieser Reihenfolge (vgl. das Kapitel "Literatur" ).
3. 1 2 3 4  Robert E. Howard: The Savage Tales of Solomon Kane. Del Rey Books, 2004, ISBN 978-0345461506, S. 409ff (englisch).
4. ↑  Paul Herman, Todd A. Woods: The Blue Flame of Vengeance. In: Howard Works - Robert E. Howard Bibliography. Abgerufen am 25. Januar 2025 (englisch).
5. ↑  Paul Herman, Todd A. Woods: Glenn Lord. In: Howard Works - Robert E. Howard Bibliography. Abgerufen am 25. Januar 2025 (englisch).
6. ↑  Solomon Kane - Classic Collection. Panini, 2021, ISBN 978-3-74162-343-1.
7. ↑  Webseite von Dark Horse Comics. Abgerufen am 1. Januar 2025 (englisch).
8. ↑  siehe z. B. "Der Vorleser" auf Spotify.com. Abgerufen am 25. Januar 2025.
9. ↑  Webseite HOLYSHOP. Holysoft GmbH, abgerufen am 25. Januar 2025.